# Тойдемар, Павел Степанович
Па́вел Степа́нович Тойдема́р (настоящая фамилия — Стекольщиков; 14 июня 1899, деревня Кожлаер, Российская империя — 18 апреля 1958, Красноуфимск, СССР) — марийский музыкант.

## Биография
Обучался на курсах при Доме народного творчества в Москве (1926), в музыкально-театральной студии Марийского драматического театра, в Московском музыкальном техникуме (1937). С 1924 в труппе Марийского передвижного театра. В 1930-е в Москве: сотрудник отдела музыкального фольклора Музея народоведения СССР, руководитель хора марийских студентов, помощник режиссёра студии «Восток-кино». С 1937 в Новосибирске: редактор радиовещания, артист-концертант. С 1940 в Йошкар-Оле: руководитель ансамбля гусляров Марийской государственной филармонии. В годы Великой Отечественной войны во главе фронтовой концертной бригады артистов (1943—1944), за этот период было проведено 1165 концертов на фронтах Великой Отечественной войны. После войны организатор и участник гастрольных поездок ансамбля. Похоронен в Йошкар-Оле.

## Творчество
Играл на марийских народных музыкальных инструментах: карше, шувыре, свирели, гармони. Исполнитель одной из главных ролей в первом марийском кинофильме «Марий Кужер» (1928). Сделал грамзаписи лучших образцов народной музыки.

## Награды и звания
- Орден Красной Звезды (1945)
- Почётные грамоты Президиума Верховного Совета Марийской АССР (1942, 1944, 1948, 1957)
- Заслуженный артист Марийской АССР (1944)
- Народный артист Марийской АССР (1949)

## Память
- Именем Тойдемара названа улица в Йошкар-Оле (2008).
- Именем Тойдемара названа школа в Моркинском районе Республики Марий Эл[1].
- В Йошкар-Оле на доме, где жил и работал музыкант (ул. Советская, 147), установлена мемориальная доска. Надпись на ней гласит: «В этом доме жил народный артист Марийской АССР, талантливый музыкант, гусляр-виртуоз Павел Степанович Тойдемар»[2].